# Martha Copeland
Martha Copeland (* um 1891 in Portsmouth (Virginia); † nach 1929) war eine amerikanische Unterhaltungskünstlerin und Bluessängerin, die zwischen 1923 und 1928 34 Bluestitel für die Label OKeh, Columbia and Victor aufnahm.

## Wirken
Copelands genaue Lebensdaten sind nicht bekannt. Möglicherweise wurde sie zwischen 1891 und 1894 als Martha Williams in Portsmouth geboren und wuchs in Norfolk auf, wo sie 1910 im Pekin Theater in Richmond auftrat, um dann mit der Vaudeville-Truppe von Zack Copeland auf Tournee zu gehen. 1912 heiratete sie Isaac Copeland.
Copeland machte 1923 erste Aufnahmen mit dem Pianisten Eddie Heywood, Sr. für Okeh. Als der Manager Joe Davis sie 1926 unter Vertrag nahm, war er einer der Eigner des Musikverlags Triangle Music Publishing. Nachdem er ihr einen Vertrag mit Columbia vermittelt hatte, begann er, Copeland eine Auswahl der Top-Blues-Titel des Triangle-Verlags zur Interpretation vorzulegen, darunter „On Decoration Day“, den witzigen „Fortune Teller Blues“ sowie „That Black Snake Moan“ und „Black Snake Blues“.
Während Davis für seine Klientin bessere Verträge, Tantiemen und Auftrittshonorare erreichte, war Copelands tatsächliche Beliebtheit beim Publikum nicht so hoch, so dass sie Allmusic zufolge in die Kategorie der so genannten „second-string“-Bluessängerinnen einzuordnen ist. Bis 1928 veröffentlichte sie insgesamt 34 Aufnahmen, aber keine erreichte die Popularität von Bessie Smiths Interpretationen. Vor allem um 1927 machte sie jedoch einige hervorragende Aufnahmen, als sie vom Smokey City Trio mit dem Pianisten Porter Grainger unterstützt wurde. Laut John L. Clark war sie ein hervorragendes Beispiel für einen Varieté-Profi, der aufgrund seiner Publikumswirksamkeit und nicht aufgrund seiner außergewöhnlichen musikalischen Fähigkeiten vor das Aufnahmemikrofon gebracht wurde. 1927 tourte sie auch mit einer Vaudeville-Revue namens Shuffle Along. Sie könnte auch die Martha Copeland sein, die 1929 in der musikalischen Komödie Woof im Royale Theater in New York auftrat.
Copelands Aufnahmen wurden von dem Label Document Records 1995 auf zwei CDs wiederveröffentlicht.